# Dioss
Dioss spol. s.r.o. war ein tschechischer Hersteller von Automobilen. Es war eine Tochtergesellschaft von Dioss Klatovy.

## Unternehmensgeschichte
Das Unternehmen aus Pilsen begann 1995 mit der Entwicklung und 1997 mit der Produktion von Automobilen. Der Markenname lautete Dioss. Geplant war eine Stückzahl von 40 Fahrzeugen, laut einer anderen Quelle von 100 bis 250 pro Jahr. 1999 endete die Produktion. Tatsächlich entstanden nur drei oder vier Fahrzeuge, von denen eines verkauft wurde. Zwei existieren noch.

## Fahrzeuge
Das einzige Modell war der Rebel Nova, entworfen von Vaclav Král, der auch für MTX tätig war. Dies ist ein Sportwagen. Die Fahrzeuge weisen einen Gitterrohrrahmen auf. Für den Antrieb sorgt ein quer vor der Hinterachse montierter Vierzylindermotor. Zunächst wurde ein Motor vom Škoda Felicia mit 75 PS Leistung verwendet. Später wurde ein Motor von Seat mit 1781 cm³ Hubraum eingebaut, der entweder 125 PS oder mit Hilfe eines Turboladers 163 PS leistete. Die Karosserie besteht aus Kunststoff. Die Fahrzeuge sind bei einem Radstand von 245 cm 393 cm lang, 171 cm breit und 122 cm hoch. Das Leergewicht war mit 1075 kg angegeben. Der Neupreis betrug etwa 50.000 DM.